# Pilgrimsleden Västerbergslagen

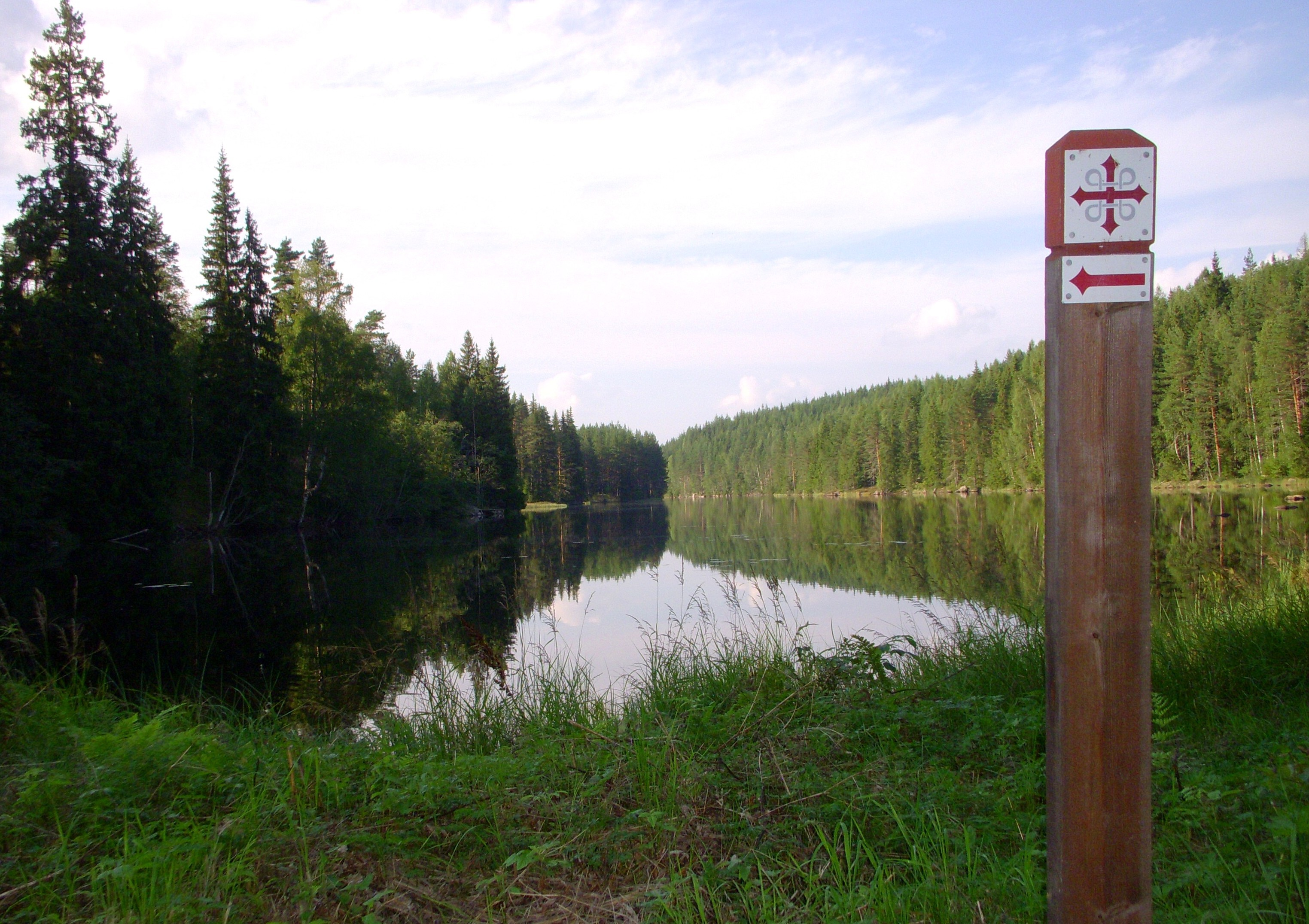
Pilgrimsleden förbi Frötjärnen.

Pilgrimsleden Västerbergslagen är en pilgrimsled genom Västerbergslagen som invigdes i maj 2003. Pilgrimsleden Västerbergslagen är en del av den 70 mil långa  Romboleden. Slutpunkten för leden är den helige Sankt Olofs grav i Nidarosdomen i Trondheim, Norge. 

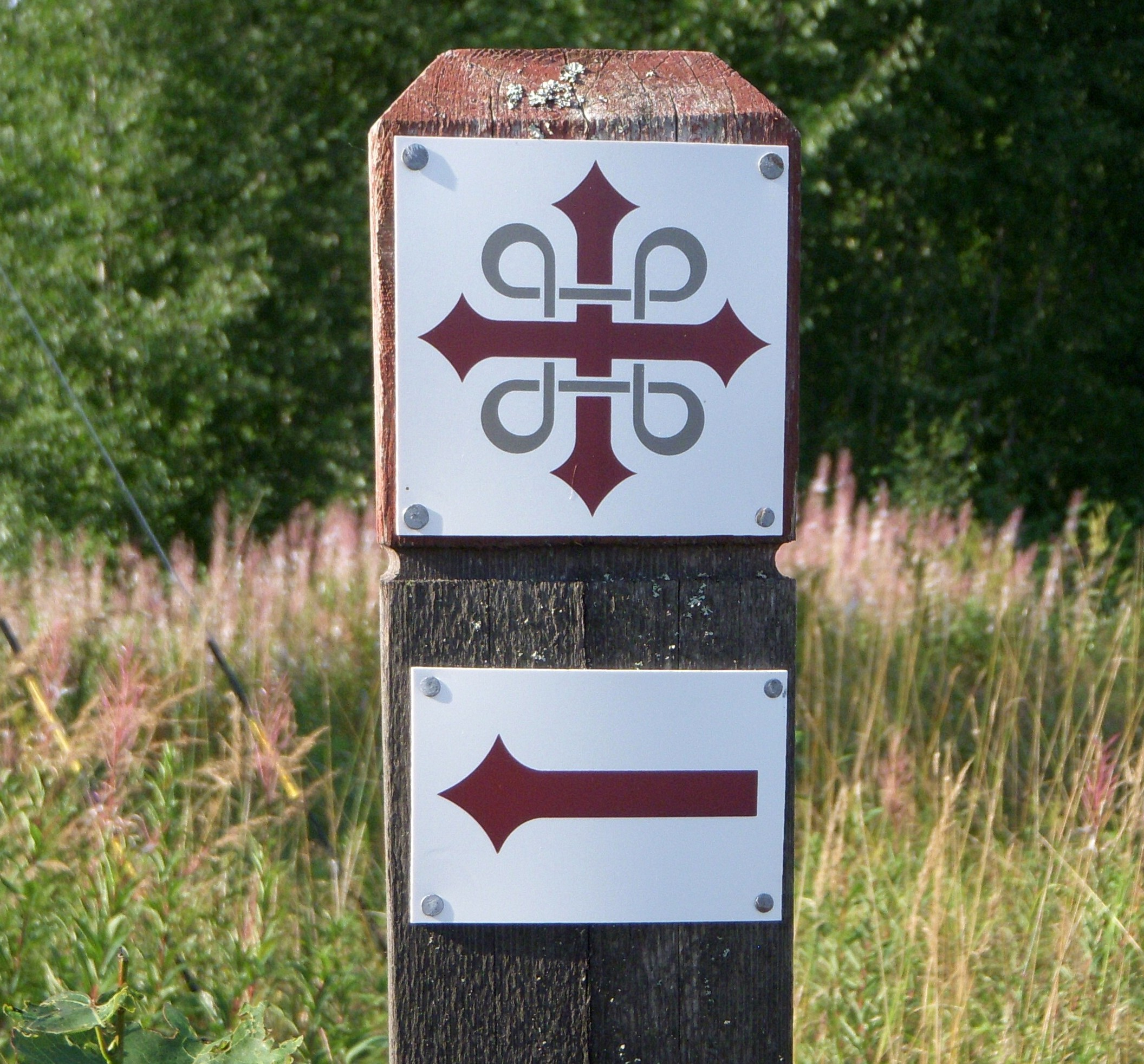
St:Olofskorset och det grå St:Hanskorset är den officiella markeringen längs de pilgrimsleder som går mot Nidaros/Trondheim.

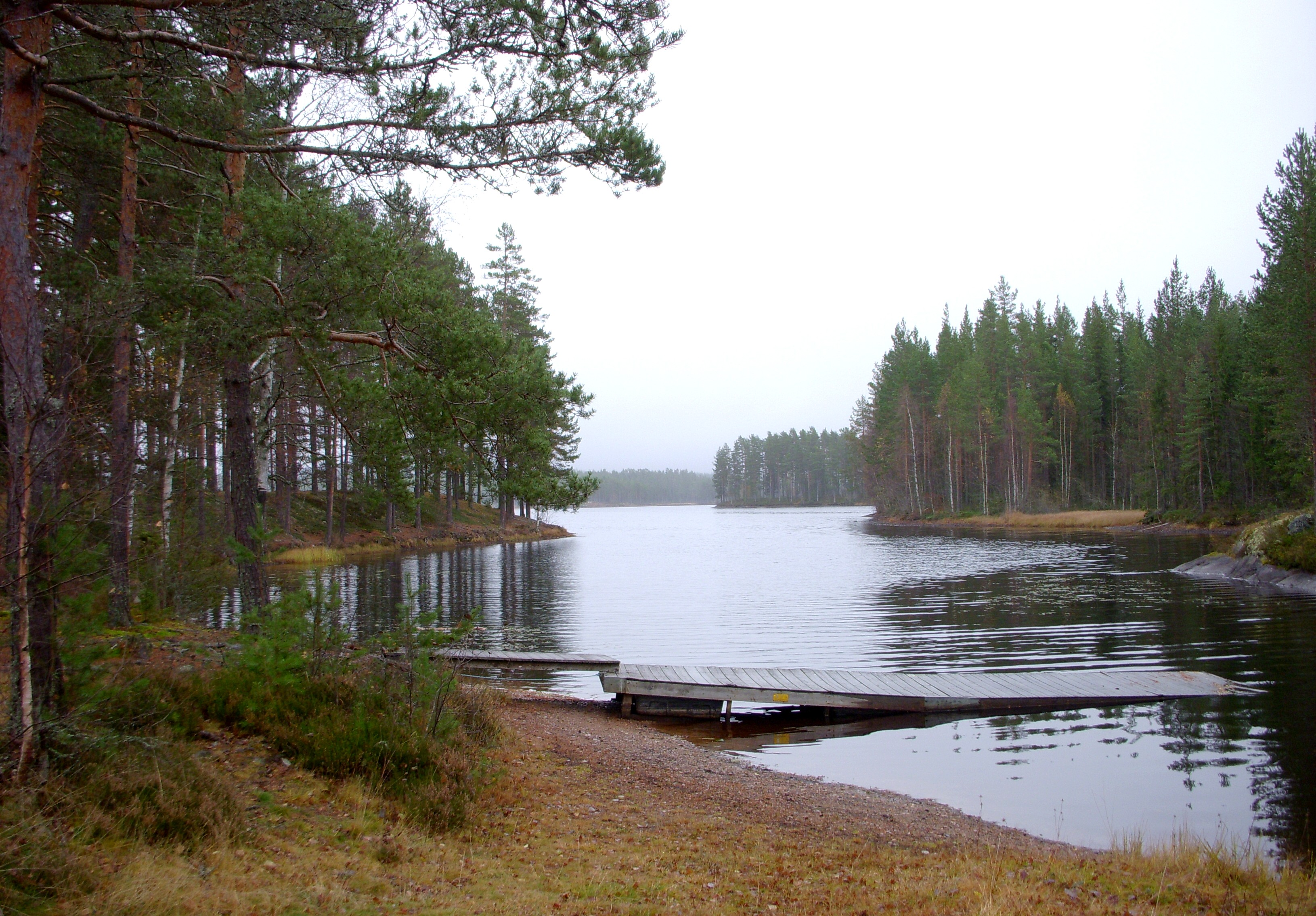
Pilgrimsleden förbi Malingarna.

Leden har inför invigningen och under 2009 delvis reviderats och markerats med stolpar, försedda med den officiella "korsmarkeringen". Målsättningen med den reviderarde ledmarkeringen har varit att så nära som möjligt överensstämma med gamla stigar, vägar och färdvägar förbi tidiga bosättningar och bruksmiljöer.
Leden genom Västerbergslagen följer sjöarna Barken och Väsman. Den går genom Söderbärke socken, Norrbärke socken, Ludvika socken och Grangärde socken, förbi Stenberget, Nyhammar sedan längs sjöarna Frötjärnen och Malingarna. Därifrån fortsätter leden mot Dala-Floda samt Källbäcken/Prästbuo och vidare norrut. 
Pilgrimsleden Västerbergslagen är en del av den stora pilgrimsleden från Mälardalen till Nidarosdomen i Trondheim (se även Nidarosvägarna). På den vallfärdade människor i över 500 år genom Sverige till heliga platser för att göra bot och köpa syndernas förlåtelse genom ett avlatsbrev.
Här ska pilgrimer ha vandrat för att besöka Sankt Olofs grav i Norge och då är man tillbaka på 1000-talet. Vallfärdena till Olav II:s (den helige) grav pågick fram till reformationen 1528, sedan förbjöds de.
Den nuvarande Pilgrimsleden är en helt ny markerad vandringsled för den nutida människan som vill vandra i pilgrimers spår.